# Campionato africano maschile di pallavolo 1979
Il IV campionato africano maschile di pallavolo si è svolto nel 1979 a Tripoli, in Libia. Al torneo hanno partecipato 5 squadre nazionali africane e la vittoria finale è andata per la terza volta alla Tunisia.

## Squadre partecipanti
- Libia
- Madagascar
- Nigeria
- Senegal
- Tunisia

## Classifica finale
| Classifica | Squadre    |
| ---------- | ---------- |
|            | Tunisia    |
|            | Libia      |
|            | Madagascar |
| 4          | Senegal    |
| 5          | Nigeria    |